# Villadia guatemalensis
Villadia guatemalensis är en fetbladsväxtart som beskrevs av Joseph Nelson Rose. Villadia guatemalensis ingår i släktet Villadia och familjen fetbladsväxter. Inga underarter finns listade i Catalogue of Life.